# إيف مونتان
إيف مونتان (بالفرنسية: Yves Montand) (و. 1921 – 1991 م) هو ممثل أفلام، وممثل، ومؤلف أغاني ‏، ومغني، ومصفف الشعر، من فرنسا، توفي عن عمر يناهز 70 عاماً، بسبب نوبة قلبية.

## مناصب
تولى منصب رئيس لجنة التحكيم في مهرجان كان السينمائي.

## جوائز وترشيحات
حصل على جوائز منها:
- جائزة ديفيد دي دوناتيلو لأفضل ممثل أجنبي [الإنجليزية]‏، عن عمل: César and Rosalie [الإنجليزية]‏ (1972).

ترشح لـ:
- جائزة البافتا لأفضل ممثل في دور رئيسي، عن عمل: جان دي فلوريت (1987)
- جائزة سيزار لأفضل ممثل، عن عمل: Waiter! [الإنجليزية]‏ (1983)
- جائزة سيزار لأفضل ممثل، عن عمل: أنا مثل إيكاروس (1979)
- جائزة الجمعية الوطنية الأمريكية للنقاد السينمائيين لافضل ممثل  [لغات أخرى]‏، عن عمل: The War Is Over (1966 film) [الإنجليزية]‏ (1966)
- Primetime Emmy Award for Outstanding Individual Performance in a Variety or Music Program [الإنجليزية]‏ (1961).

## أعمال
- أجرة الخوف

## وصلات خارجية
- إيف مونتان على موقع IMDb (الإنجليزية)
- إيف مونتان على موقع الموسوعة البريطانية (الإنجليزية)
- إيف مونتان على موقع مونزينجر (الألمانية)
- إيف مونتان على موقع ألو سيني (الفرنسية)
- إيف مونتان على موقع ميوزك برينز (الإنجليزية)
- إيف مونتان على موقع تيرنر كلاسيك موفيز (الإنجليزية)
- إيف مونتان على موقع أول موفي (الإنجليزية)
- إيف مونتان على موقع قاعدة بيانات برودواي على الإنترنت (الإنجليزية)
- إيف مونتان على موقع قاعدة بيانات الأفلام السويدية (السويدية)
- إيف مونتان على موقع إن إن دي بي (الإنجليزية)